# Xericeps curvirostris
Xericeps curvirostris — вид птеродактилів, що існував у крейдовому періоді (110 —94 млн років тому).

## Скам'янілості
Викопні рештки птеродактиля знайдені у шахті поблизу села Хассі-ель-Бегаа на південному сході Марокко у відкладеннях формації Кем Кем. Відомий лише з фрагментів щелеп.